# Jonas Gregorio de Souza

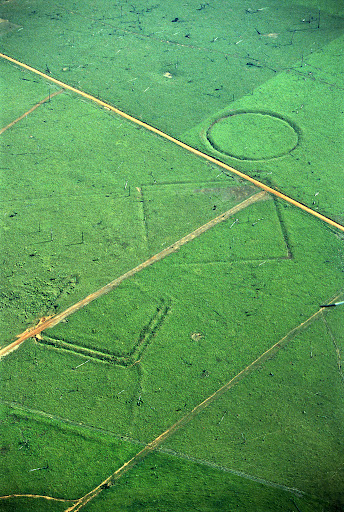
Sítio da Fazenda Colorada na região de Rio Branco, Acre

Jonas Gregorio de Souza é um doutor em arqueologia da universidade de Exeter , Universidade Pompeu Fabra e do Museu de Arqueologia e Etnologia (MAE) da Universidade de São Paulo. Jonas foi professor temporário da Universidade Federal do Rio Grande do Sul. (UFRGS) em 2012. Seu interesse está no surgimento de sociedades complexas na planície sul-americana durante o final do Holoceno. Ele é bolsista da Marie Curie e trabalha no projeto EXPAND - Examining Diásporas Pan-Neotropicais.

## Pesquisa
Ele descobriu que grandes terraplanagens geométricas em ambientes interfluviais do sul da Amazônia desafiaram a ideia de que as populações pré-colombianas estavam concentradas ao longo das grandes planícies de inundação. Utilizando a visualização e interpretação de LiDAR, Jonas descobriu 81 assentamentos pré-colombianos na Amazônia.

Souza explorou a expansão humana na América do Sul simulando diferentes cenários para a expansão humana a partir desta localização ancestral após as mudanças climáticas.